# インディペンデンス (CVL-22)
インディペンデンス (USS Independence, CV/CVL-22) は、アメリカ海軍が太平洋戦争で運用した航空母艦。インディペンデンス級航空母艦のネームシップ。インディペンデンスの名を持つ艦としては4隻目。大型軽巡洋艦を建造中に艦種変更し、軽空母として完成した。

## 艦歴
「インディペンデンス」は、クリーブランド級軽巡洋艦 (Cleveland-class light cruiser) 「アムステルダム (USS Amsterdam, CL-59) 」として1941年5月1日に起工された。1942年8月22日にはニュージャージー州カムデンのニューヨーク造船所でCV-22としてローリー・ワーナー夫人によって進水され、1943年1月14日に初代艦長G. R. フェアラム・ジュニア大佐の指揮下で就役した。

### 初陣

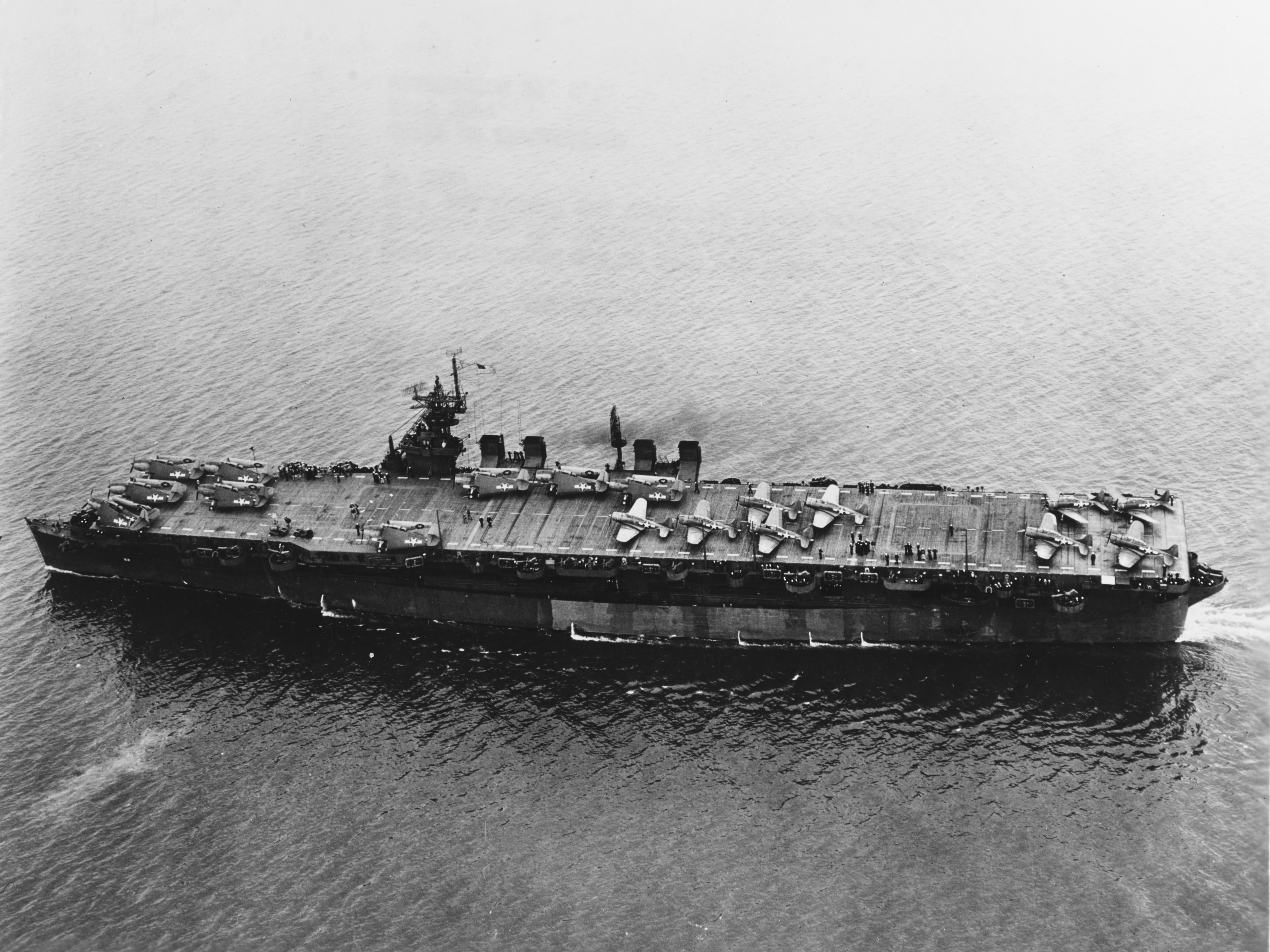
1943年7月15日撮影

アメリカ海軍にとって「インディペンデンス」は、巡洋艦から空母へ設計変更された最初の軍艦であった。
「インディペンデンス」は慣熟訓練をカリブ海で行う。その後太平洋艦隊に加わるためパナマ運河を通過し、1943年7月3日にサンフランシスコに到着。7月14日に真珠湾に向けて出航し、到着後は空母「エセックス (USS Essex, CV-9) 」「ヨークタウン (USS Yorktown, CV-10) 」と第15任務部隊（チャールズ・A・パウナル少将）を編成して、南鳥島攻撃のための二週間に及ぶ訓練演習を共に行った。その間の7月15日付で、インディペンデンス級航空母艦は艦種が軽空母（CVL）に変更され、「インディペンデンス」のハルナンバーは CVL-22に変更された。
第15任務部隊による南鳥島攻撃は9月1日に行われ、島の施設は大打撃を受けた。アメリカ側の被害は、戦闘機3と雷撃機1喪失であった。
このあと「インディペンデンス」は第14任務部隊（アルフレッド・E・モントゴメリー少将）に編入された。
第14任務部隊の作戦は10月5日と、7日のウェーク島攻撃であり、艦載機による攻撃と重巡洋艦の艦砲射撃でウェーク島の日本軍施設は大打撃を蒙った（ウェーク島空襲）。
タロア島からウェーク島救出部隊（零式艦上戦闘機7、一式陸上攻撃機7）が出動したが、ウェーク島近海で米軍機動部隊のF6Fに撃退されている。一連の作戦は、アメリカ海軍での機動部隊運用に関する新戦術の試験運用として行われたが、パウナルの臆病の極みを見せた指揮ぶりが問題視された。それでも、第14任務部隊は反撃らしい反撃を受けることなく真珠湾に帰投した。

### ラバウルおよびギルバートへの攻撃
「インディペンデンス」は10月21日、エスピリトゥサント島に向けて真珠湾を出撃した。この頃、ブーゲンビル島の戦いが始まりつつあり、ウィリアム・ハルゼー大将が率いる第3艦隊は空母機動部隊でブーゲンビル島への上陸を援護していた。折りしも、第二艦隊司令長官・栗田健男中将が率いる日本艦隊の動向が、連合国軍の注目を集めていた。ハルゼーは麾下の機動部隊に、トラック泊地からニューブリテン島ラバウルに移動した栗田艦隊（遊撃部隊）を攻撃するよう命じ、11月5日に大型空母「サラトガ (USS Saratoga, CV-3) 」および軽空母「プリンストン (USS Princeton, CVL-23) 」の第38任務部隊（フレデリック・C・シャーマン少将）を使って最初のラバウル空襲を行う。ラバウルに進出したばかりの栗田艦隊は大被害を受け、呆気なくトラック泊地へ逃げ帰った。ハルゼーは上陸支援のためダメ押しの攻撃を命じ、第38任務部隊に加えてガルヴァニック作戦が迫っていた第5艦隊からも部隊を借りることとした。
「インディペンデンス」は、空母「エセックス」「バンカー・ヒル (USS Bunker Hill, CV-17) 」とともに、その借りてきた部隊である第50.3任務群（モントゴメリー少将）に属していた。第50.3任務群は11月5日にエスピリトゥサント島に到着した後、整備と補給の後11月8日に出撃した。11月11日、両任務部隊はラバウルを挟み撃ちする形で空襲を行い、ラバウル港内にいた駆逐艦「涼波」を撃沈、軽巡「阿賀野」や駆逐艦「長波」などに相当のダメージを与えるなど、第二水雷戦隊と第十戦隊の各艦に打撃を与えた。日本軍は反撃のためラバウル航空隊の航空機と、第一航空戦隊の艦上機を繰り出してきたが、大戦果報告とは裏腹に、特筆すべき戦果もなく撃退された（第三次ブーゲンビル島沖航空戦）。さらに艦上機に大損害を受けたことで、後述するアメリカ軍のタラワ攻略作戦がはじまった時に、空母機動部隊による有効な反撃をおこなえなかった。「インディペンデンス」の砲手は6機の日本軍機を撃墜した。第50.3任務群はこの後エスピリトゥサント島に帰投して燃料を補給し、ギルバート諸島に向かった。
11月18日以降、アメリカ軍機動部隊はタラワ攻略とマキン攻略に先駆けて、ギルバート諸島に対する空襲を開始する。
つづいてタラワに対する空襲や艦砲射撃がおこなわれ、11月20日（日本時間21日）にはタラワ上陸作戦が始まった。
同日夕刻、ルオット島から飛来した第七五五海軍航空隊の一式陸上攻撃機14機が、第50.3任務群を襲った。「インディペンデンス」は6機の日本軍機の撃墜を記録したが、5本の雷撃を受けそのうち1本が右舷に命中した（第一次ギルバート諸島沖航空戦）。薄暮攻撃を敢行した一式陸攻は7機が未帰還となった。
船体を破損した「インディペンデンス」は、重巡「ペンサコーラ (USS Pensacola, CA-24) 」などの護衛を受け、11月23日にエリス諸島のフナフティ島に向かった。同地で工作艦「ヴェスタル (USS Vestal, AR-4) 」による応急修理を受けた。「インディペンデンス」は本格的修理のためにアメリカ本土にむかい、1944年1月2日サンフランシスコに帰投した。修理ではカタパルトが増設され、修理完了後7月3日に真珠湾に戻った。この間、マーシャル諸島、トラック泊地、サイパン島などから日本軍の兵力がほぼ一掃され、日本海軍の空母機動部隊は再起不能となっていた。

### 夜間機空母

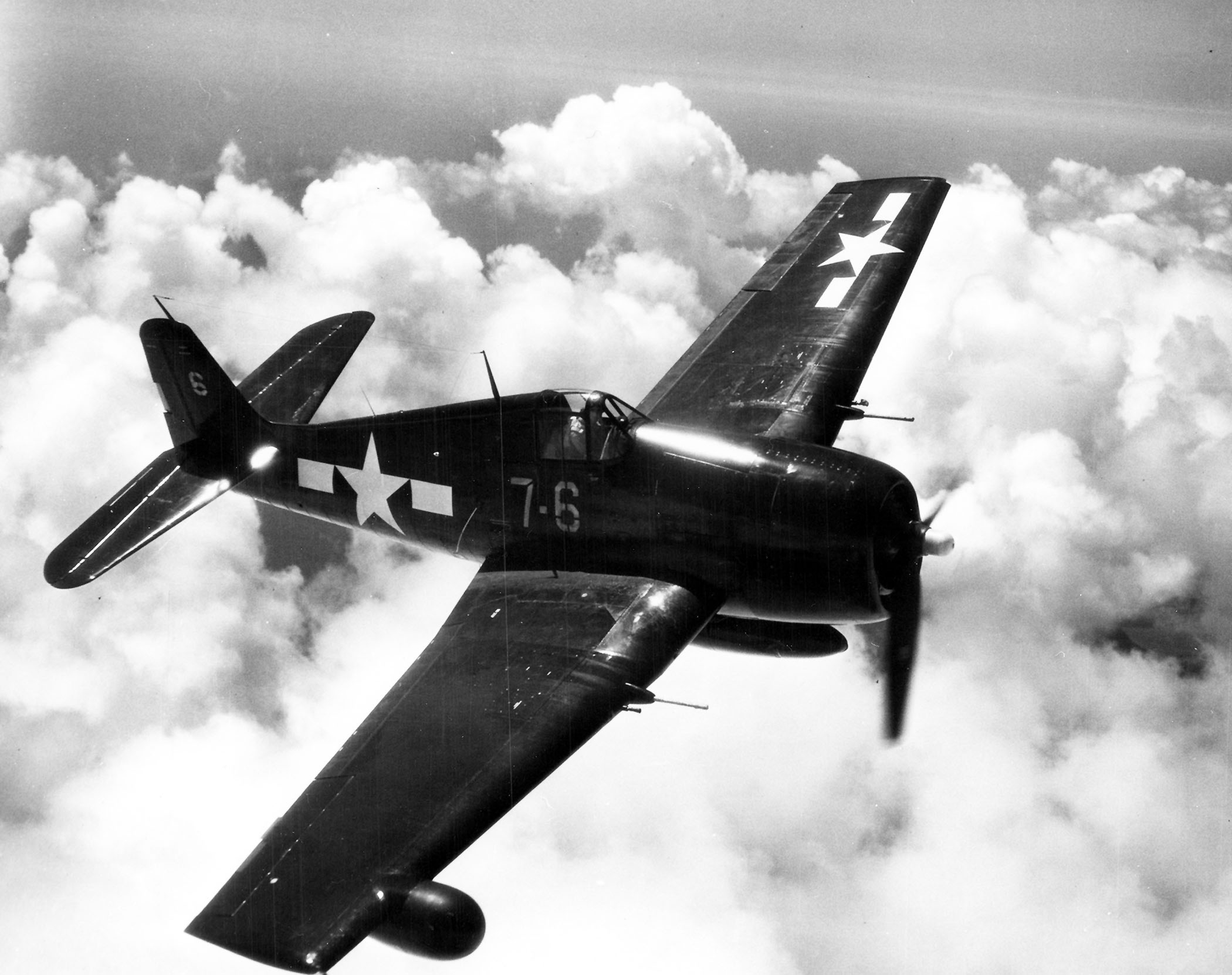
F6F-5N夜間戦闘機

この頃、F6F戦闘機の夜間戦闘機型であるF6F-5Nが登場し、夜間戦闘機だけで構成された飛行隊も開設された。しかし、これら夜間飛行隊は定数も少なく、また昼間の戦闘に駆り出されることも多かったので、有効的な活用が難しく邪魔者扱いされることもあった。そこで、「1隻の空母の搭載機を全て夜間戦闘機だけにしてはどうか」という構想が出された。構想は採用され、搭載機のほとんどを夜間戦闘機にする専用空母として白羽の矢が立ったのが、修理を終えたばかりの「インディペンデンス」だった。
ハワイ水域に到着すると、「インディペンデンス」は新編成の第41夜間軽空母飛行群を乗せ、夜間発着訓練を開始する。先導的訓練をエニウェトク環礁で8月24日から29日まで継続し、第38任務部隊（マーク・ミッチャー中将）に編入された「インディペンデンス」は、パラオ攻略戦参加のため8月29日に出撃し、次いでフィリピン攻略のための作戦活動を行う。「インディペンデンス」の夜間飛行群は構想どおり、夜間偵察および夜間戦闘警戒飛行を中心に行ったが、肝心の夜間の出番は少なく、しかも夜間戦闘用のレーダーも敵に渡るのを防ぐために撤去されたため、飛行群のパイロットからは不満が出た。

### フィリピン戦線
9月に第38任務部隊はフィリピン侵攻に向けて連日の攻撃を行った。「インディペンデンス」搭載の第41夜間軽空母飛行群は、9月12日の夜にサマール島上空で一〇〇式司令部偵察機を撃墜して、初めての夜間戦闘の戦果を挙げた。この期間に日本軍の本格的な反撃はなかったため、「インディペンデンス」は夜間の作戦活動から昼間作戦活動も行うようになり、ルソン島の日本軍拠点を攻撃した。第38任務部隊は10月初旬にウルシー泊地で補給を受けた後、10月6日に沖縄攻撃に向けて出撃した。第38任務部隊は沖縄、台湾、フィリピンに対して攻撃を行った。日本軍の航空反撃は「インディペンデンス」の艦載機等による昼間攻撃および夜間偵察、攻撃によって撃退された。特に、夜間での戦果は夜間戦闘機に対する評価を高める結果となった。
アメリカ軍空母機動部隊は10月23日にフィリピンから東に向けて出航した。後にロバート・カーニー提督が「壮大な規模の何かが進行中だった」と回想したように、アメリカ軍の攻勢は明白な物であった。ジェラルド・F・ボーガン少将指揮下の第38.2任務群に属する「インディペンデンス」の飛行群は10月24日のシブヤン海海戦で、栗田艦隊に対して攻撃を開始する。ハルゼー部隊の攻撃隊は戦艦「武蔵」を撃沈し、重巡「妙高」が落伍して反転、ほかに数隻に損害を与えた。栗田艦隊は進撃をやめて、西方に退却した。ハルゼー部隊のパイロットは過大な戦果報告をおこない、ハルゼー大将は「栗田艦隊は無力化された」と判断した。そこで当面の撃破目標を、北に発見した第一機動艦隊司令長官・小沢治三郎中将が率いる第三艦隊と定め、高速戦艦や巡洋艦、駆逐艦で構成された特別編成の第34任務部隊（ウィリス・A・リー中将）および3個任務群を小沢機動部隊撃滅に急行させて、サンベルナルジノ海峡をがら空きにした。この時、インディペンデンスの夜間探索機は再び東航する栗田艦隊を発見し、さらにここ数日間点灯していなかったサンベルナルジノ海峡の灯台が煌々と点灯されているのを発見。報告を受けたボーガン少将はハルゼー大将に報告しようとしたが、ハルゼーの幕僚もこの報告を受信しており、幕僚はボーガンに「もう知っている」と返事した。
一方、「インディペンデンス」のTBF夜間索敵機は小沢機動部隊に触接し続けた。第38任務部隊は25日朝から小沢機動部隊に対する攻撃を繰り返し、小沢機動部隊の空母4隻を全て撃沈した（両軍戦闘序列）。しかし、その間隙を突いた栗田艦隊がサンベルナルジノ海峡を突破してサマール島近海でクリフトン・スプレイグ少将率いる護衛空母と艦隊型駆逐艦、護衛駆逐艦からなる第77.4.3任務隊（通称「タフィ3」）を攻撃する。レイテ湾方面の敵勢力は第7艦隊（トーマス・C・キンケイド中将）指揮下の砲撃部隊で対処できると考えていたハルゼーだったが、キンケイドの泣き言に加え太平洋艦隊司令長官チェスター・ニミッツ大将からの「第34任務部隊はどこにいるか、世界が訝っている」の電文を受けショックを受け、空母部隊のうち1個任務群と第34任務部隊のうち高速戦艦と軽巡洋艦、駆逐艦を南下させ、大急ぎで栗田艦隊攻撃を行った。レイテ沖海戦でアメリカ艦隊は多大な戦果を挙げ、激戦の終了は同時に日本海軍の終焉も意味していた。「インディペンデンス」は航空偵察と、フィリピン攻撃を行う第38任務部隊への夜間航空援護を継続し、これらの作戦活動で空母部隊の前進に大きく寄与した。
「インディペンデンス」はウルシー泊地に帰投し、11月9日から14日までの間、遅れた休暇と補給を取る。しかしながらすぐにフィリピン沖での夜間攻撃と防衛作戦任務に就く。作戦活動は1944年12月30日まで継続し、この間コブラ台風に遭遇。艦自体に大した被害はなかったものの、何名かの乗組員が激浪にさらわれて行方不明となった。その後ウルシー泊地で休養の後、この当時は夜間戦闘機専用空母となっていた「エンタープライズ (USS Enterprise, CV-6) 」 と夜間戦闘機空母部隊を組んで出撃した。1945年1月3日から9日までルソン島のリンガエン湾上陸を支援した。つづいてカムラン湾に潜むとみられた航空戦艦2隻（日向、伊勢）を始末するため、ハルゼーは空母機動部隊を南シナ海に向ける（グラティテュード作戦）。「インディペンデンス」と「エンタープライズ」の夜間偵察機も航空戦艦2隻の捜索に参加した。しかし、第四航空戦隊と第二水雷戦隊はリンガ泊地に移動した後で、第38任務部隊は台湾、インドシナ、中国本土の日本軍基地を攻撃し、軽巡洋艦「香椎」率いるヒ86船団を全滅させ、ヒ87船団に大打撃を与えた。フィリピンの戦いをめぐるこれらの支援作戦は、この方面での空母の夜間活動の終了を示すこととなった。南シナ海での作戦を終えた「インディペンデンス」は1945年1月30日に修理のため真珠湾へ向かった。

### 沖縄戦・日本本土攻撃
1945年3月13日、修理を終えた「インディペンデンス」はウルシー環礁に戻り、翌日には沖縄に向けて出撃する（第58任務部隊、戦闘序列）。3月30日、31日には侵攻前の空爆を行い、沖縄戦第一日目の4月1日の攻撃では補給施設と航空機を破壊した。日本軍の絶望的な抵抗に対し、「インディペンデンス」の艦載機部隊は多数の敵機を撃墜した。「インディペンデンス」は6月10日まで沖縄水域に留まり、その後レイテ島に帰投した。
1945年7月1日、「インディペンデンス」はアーサー・W・ラドフォード少将指揮下の第38.4任務群に加わり、日本本土に対する最終攻撃のため出撃した。第38任務部隊は8月まで日本各地を攻撃し、「インディペンデンス」の艦載機は空中哨戒を行う一方、谷田部、浦河、室蘭 などを攻撃し、7月24日と28日の呉軍港空襲では軽巡「大淀」と重巡「利根」、戦艦「榛名」に損害を与えたと判定された。
8月15日の日本降伏後は、艦載機による捕虜収容所の捜索飛行を継続し、上陸部隊への航空支援を行った。「インディペンデンス」は9月22日に東京湾を出港し、サイパン島とグアム経由で10月31日にサンフランシスコに到着した。

### 戦後

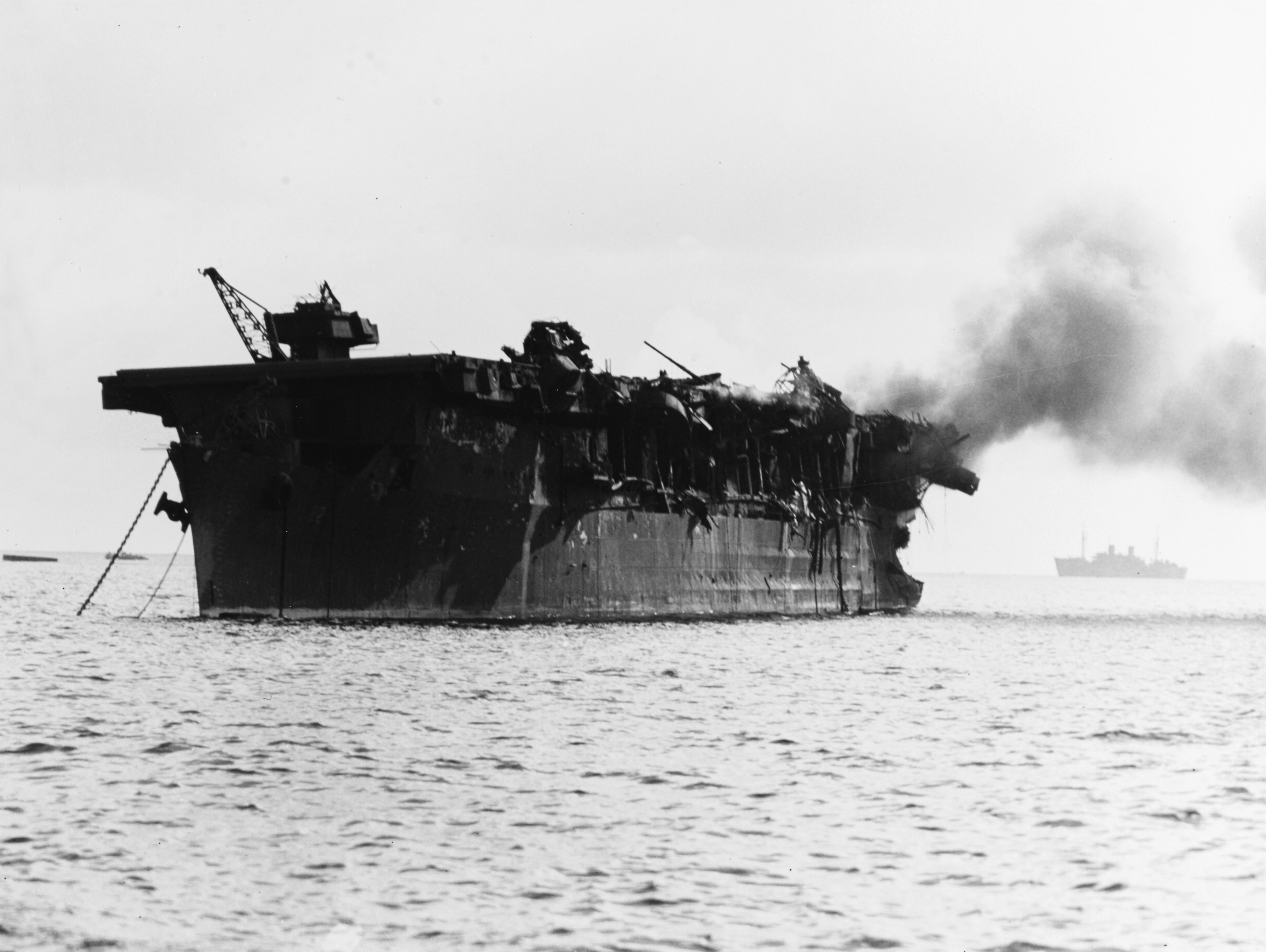
クロスロード作戦で炎上する「インディペンデンス」

「インディペンデンス」はマジック・カーペット作戦に参加し、1945年11月15日から復員兵輸送に従事する。1946年1月28日にサンフランシスコに到着、その後ビキニ環礁での原爆実験、クロスロード作戦の目標艦に指定された。7月1日の爆発実験エイブル（ABLE）では爆心地から1.5マイルの地点に係留され、艦には爆風で生じた皺が生じ、漏水も発生したが沈没しなかった。7月25日の爆発実験ベーカー（BAKER）にも供用された後、クェゼリン環礁に係留され、8月28日に退役した。その後、放射能に汚染された船体は真珠湾、サンフランシスコに曳航され調査された。船体は1951年1月29日にカリフォルニアの沖合で兵器実験に供用され沈没した。この際、インディペンデンスは放射性廃棄物を乗せたまま沈没し、ファラロン諸島近海の漁業に影響が出たという抗議があった。

## 現在
2015年4月に米海洋大気局の調査によって、カリフォルニア沖合約48km・水深約790mの海底にやや右舷側に傾きながらほぼ原形をとどめて沈んでいる「インディペンデンス」の姿が確認された。
「インディペンデンス」は第二次世界大戦での戦功により8つの従軍星章を受章した。